# Sarawal
Sarawal (en népalais : सरावल) est un comité de développement villageois du Népal situé dans le district de Nawalparasi. Au recensement de 2011, il comptait 5 547 habitants.